# NGC 721
NGC 721 est une galaxie spirale barrée située dans la constellation d'Andromède. NGC 721 a été découverte par l'astronome prussien Heinrich d'Arrest en 1862.

## Caractéristiques
Sa vitesse par rapport au fond diffus cosmologique est de 5 353 ± 18 km/s, ce qui correspond à une distance de Hubble de 79,0 ± 5,5 Mpc (∼258 millions d'al).
La classe de luminosité de NGC 721 est II-III et elle présente une large raie HI.
À ce jour,une dizaine de mesures non basées sur le décalage vers le rouge (redshift) donnent une distance de 67,440 ± 12,463 Mpc (∼220 millions d'al), ce qui est à l'intérieur des valeurs de la distance de Hubble. Notons cependant que c'est avec la valeur moyenne des mesures indépendantes, lorsqu'elles existent, que la base de données NASA/IPAC calcule le diamètre d'une galaxie et qu'en conséquence le diamètre de NGC 721 pourrait être d'environ 41,3 kpc (∼135 000 al) si on utilisait la distance de Hubble pour le calculer.
En raison d'une brillance de surface égale à 14,08 mag/am2, on peut qualifier NGC 721 de galaxie à faible brillance de surface (LSB en anglais pour low surface brightness). Les galaxies LSB sont des galaxies diffuses (D) avec une brillance de surface inférieure de moins d'une magnitude à celle du ciel nocturne ambiant.